# Sepik Wschodni
Sepik Wschodni (ang. East Sepik, tok pisin Is Sepik) – prowincja Papui-Nowej Gwinei, położona w północno-wschodniej części kraju nad Morzem Bismarcka. Ośrodkiem administracyjnym jest miasto Wewak.
Nazwa prowincji pochodzi od nazwy rzeki Sepik. Sąsiednia prowincja Sepik Zachodni zmieniła nazwę na Sandaun.